# 戸田伊助
戸田 伊助（とだ いすけ、1925年7月4日 - 2020年8月27日）は日本の牧師。日本基督教団の中で相対化路線の総会議長だった。

## 経歴
福島県大沼郡会津高田町（現会津美里町）生まれ。
南満州工業専門学校と日本基督教神学専門学校を卒業後、日本基督教団の教職になる。
日本基督教団熊本坪井教会、岡山蕃山町教会、名古屋教会などを牧会する。
日本基督教団中部教区総会議長、日本基督教団信仰職制委員会委員長など教団の要職を歴任する。そして、また1973年より1978年まで、日本基督教団総会議長として教団のトップを務める。2002年に牧師を引退する。
また、平和活動などの社会活動にも力をいれて、「岡山キリスト者平和会」を創設。
2020年8月27日、敗血症のため死去。95歳没。

## 著書
- 『望みなき時にも』
- 『愛せる自由をください』
- 『共に生きようとされる神1-十字架につく神』
- 『共に生きようとされる神2-うめき』
- 『共に生きようとされる神3-愛』